# Ансильон, Шарль
Шарль Ансильон (фр. Charles Ancillon; 1659 – 1715) — французский юрист и дипломат, прадед Фридриха Ансильона.
Шарль Ансильон родился 28 июля 1653 года в городе Меце в семье уважаемых гугенотов. Изучал право в Марбурге, Женеве и Париже.
Во время уничтожения Нантского эдикта состоял адвокатом в своем родном городе. Потеряв надежду на восстановление отмененного эдикта, о котором он хлопотал перед Парижским двором в качестве уполномоченного своих протестантских сограждан, Ансильон  переселился в Берлин (куда ещё ранее переехал его отец Дэвид Ансильон (1617-1692)), где занял должности судьи и директора французских эмигрантов.
Позднее он был посланником в Швейцарии. В 1695—1699 годах Шарль Ансильон состоял на службе при маркграфе баден-дурлахском, но затем снова вернулся в Берлин, где занял должность историографа короля и директора полиции.
Шарль Ансильон скончался в столице Германии городе Берлине 5 июля 1715 года оставив после себя ряд сочинений.